# Ï
De Ï (onderkast: ï) is een in het Latijns alfabet voorkomende letter. De letter wordt gevormd door het karakter I met een daarboven geplaatste trema.
De Ï wordt in de meeste talen, waaronder het Nederlands, Afrikaans, Catalaans, en Frans, niet gebruikt voor een specifieke klankweergave, maar om aan te geven dat I niet met een voorgaande klinker een diftong vormt, maar met een hiaat alléén uit te spreken is. In het Welsh wordt de Ï gebruikt om gevallen te duiden waar de I als klinker uitgesproken moet worden waar men anders een als halfklinker gebruikte "j" aan zou treffen (bijvoorbeeld "hobïau", het meervoud van hobi, "hobby".

## Weergave op de computer
In Unicode vindt men de Ï onder de codes U+00CF (hoofdletter) en U+00EF (onderkast). In ISO 8859-1 hebben de letters dezelfde plek.
In TeX worden de Ï en ï weergeven door respectievelijk \"I en \"i te gebruiken.
In HTML kan de hoofdletter Ï met de code &Iuml; en de onderkast ï met  &iuml; weergegeven worden.

## Cyrillisch
In het Oekraïens komt men de Ї tegen. Alhoewel deze letter er identiek uitziet, is de codering anders. 